# 托爾托利塔 (亞利桑那州)
托爾托利塔（英語：Tortolita）是位於美國亞利桑那州皮馬縣的一個非建制地區。該地的面積和人口皆未知。

## 地理
托爾托利塔的座標為32°24′16″N 112°07′25″W / 32.40444°N 112.12361°W，而該地的平均海拔高度為820米（即2960英尺）。